# Nichtbuchmaterialien
Nichtbuchmaterialien (nach dem engl. Begriff selten auch als Non-Books bezeichnet) sind Medien, die keine Bücher darstellen. Dazu gehören zum Beispiel elektronische Medien wie CDs und DVDs, Spiele, Kunstwerke wie Plastiken oder Gemälde, Dias, Tonbänder, elektronische Online-Ressourcen. Der Begriff ist im Buchhandel und im Rahmen Bibliothekarischer Regelwerke von Bedeutung, um Bücher und andere Medien voneinander abzugrenzen.
Im Gegensatz zu Büchern gilt für Non-Books nicht der ermäßigte Mehrwertsteuersatz. Sie unterliegen in der Regel nicht der Buchpreisbindung.
Sie werden nach den Regeln für die alphabetische Katalogisierung von Nichtbuchmaterialien (RAK-NBM) katalogisiert.